# 72. ročník udílení cen Emmy
73. ročník udílení cen Emmy oceňující nejlepší televizní počiny v období od 1. června 2019 do 31. května 2020 se konal dne 20. září 2020. Přímý přenos vysílala televizní stanice ABC. Večerem provázel Jimmy Kimmel.
Nominace oznámili Leslie Jones, Laverne Cox, Josh Gad a Tatiana Maslany dne 28. července 2020. Nejvíce nominací získal seriál Watchmen, celkem 11.

## Vítězové a nominovaní
Vítězové jsou uvedeni jako první a označeni tučně.

### Pořady
| Nejlepší komediální seriál | Nejlepší dramatický seriál |
| --- | --- |
| Městečko Schitt's Creek (Pop) - Dobré místo (NBC) - The Marvelous Mrs. Maisel (Amazon) - Larry, kroť se (HBO) - Smrt nás spojí (Netflix) - Nesvá (HBO) - Kominského metoda (Netflix) - Co děláme v temnotách (FX)            | Boj o moc (HBO) - Volejte Saulovi (AMC) - Na mušce (BBC America) - Ozark (Netflix) - Koruna (Netflix) - Příběh služebnice (Hulu) - The Mandalorian (Disney+) - Stranger Things (Netflix) |
| Nejlepší talk show | Nejlepší zábavný pořad |
| John Oliver: Co týden dal a vzal (HBO) - The Daily Show with Trevor Noah (Comedy Central) - Full Frontal with Samantha Bee (TBS) - Jimmy Kimmel Live! (ABC) - The Late Show with Stephen Colbert (CBS)                       | - A Black Lady Sketch Show (HBO) - Drunk History (Comedy Central) - Saturday Night Live (NBC)                                                                                            |
| Nejlepší minisérie | Nejlepší soutěžní pořad |
| Watchmen (HBO) - Little Fires Everywhere (Hulu) - Mrs. America (FX) - Neuvěřitelná (Netflix) - Neortodoxní (Netflix) | RuPaul's Drag Race (VH1) - Nailed It! (Netflix) - The Masked Singer (Fox) - Top Chef (Bravo) - The Voice (NBC)                                                                           |
| Nejlepší televizní film | |
| - Americké dítě (Netflix) - Špatné vychování (HBO) - Dolly Parton: Hra na city – Ty staré kosti (Netflix) - El Camino: Film podle seriálu Perníkový táta (Netflix) - Nezdolná Kimmy Schmidt: Kimmy versus reverend (Netflix) | |

### Herectví

#### Hlavní role
| Nejlepší herec v komediálním seriálu | Nejlepší herečka v komediálním seriálu |
| --- | --- |
| Eugene Levy jako Johnny Rose v seriálu Městečko Schitt's Creek (Pop) - Anthony Anderson jako Andre „Dre” Johnson starší v seriálu Black-ish (ABC) - Don Cheadle jako Mo Monroe v seriálu Černé pondělí (Showtime) - Ted Danson jako Michael v seriálu Dobré místo (NBC) - Michael Douglas jako Sandy Kominsky v seriálu Kominského metoda (Netflix) - Ramy Youssef jako Ramy Hassan v seriálu Ramy (Hulu) | Catherine O'Hara jako Moira Rose v seriálu Městečko Schitt's Creek (Pop) - Rachel Brosnahanová jako Miriam Maisel v seriálu The Marvelous Mrs. Maisel (Amazon) - Christina Applegate jako Jen Harding v seriálu Smrt nás spojí (Netflix) - Linda Cardellini jako Judy Hale v seriálu Smrt nás spojí (Netflix) - Issa Rae jako Issa Dee v seriálu Nesvá (HBO) - Tracee Ellis Ross jako Dr. Rainbow „Bow“ Johnson v seriálu Black-ish (ABC) |
| Nejlepší herec v dramatickém seriálu | Nejlepší herečka v dramatickém seriálu |
| Jeremy Strong jako Kendall Roy v seriálu Boj o moc (HBO) - Billy Porter jako Pray Tell v seriálu Pose (FX) - Jason Bateman jako Marty Byrde v seriálu Ozark (Netflix) - Sterling K. Brown jako Randall Pearson v seriálu Tohle jsme my (NBC) - Steve Carell jako Mitch Kessler v seriálu The Morning Show (Apple TV+) - Brian Cox jako Logan Roy v seriálu Boj o moc (HBO)                                | Zendaya jako Rue Bennett v seriálu Euforie (HBO) - Jodie Comer jako Oksana Astankova/Villanelle v seriálu Na mušce (BBC America) - Sandra Oh jako Eva Polastri v seriálu Na mušce (BBC America) - Jennifer Aniston jako Alex Levy v seriálu The Morning Show (Apple TV) - Olivia Colmanová jako královna Alžběta II. v seriálu Koruna (Netflix) - Laura Linneyová jako Wendy Byrde v seriálu Ozark (Netflix)                              |
| Nejlepší herec v minisérii nebo televizním filmu | Nejlepší herečka v minisérii nebo televizním filmu |
| Mark Ruffalo jako Dominick a Thomas Birdsey v seriálu Bludné kruhy (HBO) - Jeremy Irons jako Adrien Veidt v seriálu Watchmen (HBO) - Hugh Jackman jako Dr. Frank Tassone v seriálu Špatné vychování (HBO) - Paul Mescal jako Connell Waldron v seriálu Normální lidi (Hulu) - Jeremy Pope jako Archie Coleman v seriálu Hollywood (Netflix)                                                               | Regina Kingová jako Angela Abar / Sister Night v seriálu Watchmen (HBO) - Cate Blanchett jako Phyllis Schlafly v seriálu Mrs. America (FX) - Shira Haas jako Esther „Esty“ Shapiro v seriálu Neortodoxní (Netflix) - Octavia Spencer jako Madam C. J. Walker v seriálu Vypracovaná: Podle života CJ Walker (Netflix) - Kerry Washington jako Mia Warren v seriálu Little Fires Everywhere (Hulu)                                          |

#### Vedlejší role
| Nejlepší herec ve vedlejší roli v komediálním seriálu | Nejlepší herečka ve vedlejší roli v komediálním seriálu |
| --- | --- |
| Daniel Levy jako David Rose v seriálu Městečko Schitt's Creek (Pop TV) - Tony Shalhoub jako Abraham Weissman v seriálu The Marvelous Mrs. Maisel (Prime Video) - Sterling K. Brown jako Reggie v seriálu The Marvelous Mrs. Maisel (Prime Video) - Alan Arkin jako Norman Newlander v seriálu Kominského metoda (Netflix) - Mahershala Ali jako Sheikh Ali Malik v seriálu Ramy (Hulu) - Andre Bragher jako Raymond Holt v seriálu Brooklyn 99 (NBC) - William Jackson Harper jako Chidi Anagonye v seriálu Dobré místo (NBC) - Kenan Thompson ve více rolích v pořadu Saturday Night Live (NBC) | Annie Murphy jako Alexis Rose v seriálu Městečko Schitt's Creek (Pop TV) - Alex Borsteinová jako Susie Myerson v seriálu The Marvelous Mrs. Maisel (Prime Video) - Marin Hinkle jako Rose Weissman v seriálu The Marvelous Mrs. Maisel (Prime Video) - Betty Gilpin jako Debbie Eagan v seriálu GLOW: Nádherné ženy wrestlingu (Netflix) - D'Arcy Garden jako Janet v seriálu Dobré místo (NBC) - Yvonne Orji jako Molly Carter v seriálu Nesvá (HBO) - Kate McKinnonová ve více rolích v pořadu Saturday Night Live (NBC) - Cecily Strong ve více rolích v pořadu Saturday Night Live (NBC) |
| Nejlepší herec ve vedlejší roli v dramatickém seriálu | Nejlepší herečka ve vedlejší roli v dramatickém seriálu |
| Billy Crudup jako Cory Ellison v seriálu The Morning Show (Apple TV+) - Giancarlo Esposito jako Gus Fring v seriálu Volejte Saulovi (AMC) - Nicholas Braun jako Greg Hirsch v seriálu Boj o moc (HBO) - Kieran Culkin jako Roman Roy v seriálu Boj o moc (HBO) - Matthew Macfadyen jako Tom Wambsgans v seriálu Boj o moc (HBO) - Mark Duplass jako Charlie „Chip“ Black v seriálu The Morning Show (Apple TV+) - Bradley Whitford jako velitel Joseph Lawrence v seriálu Příběh služebnice (Hulu) - Jeffrey Wright jako Bernard Lowe v seriálu Westworld (HBO)                                  | Julia Garner jako Ruth Langmore v seriálu Ozark (Netflix) - Fiona Shaw jako Carolyn Martens v seriálu Na mušce (BBC America) - Helena Bonham Carter jako princezna Margaret v seriálu Koruna (Netflix) - Laura Dern jako Renata Klein v seriálu Sedmilhářky (HBO) - Meryl Streep jako Mary Louise Wright v seriálu Sedmilhářky (HBO) - Thandie Newton jako Maeve Millay v seriálu Westworld (HBO) - Sarah Snook jako Siobham „Shiv“ Roy v seriálu Boj o moc (HBO) - Samira Wiley jako Moira Strand v seriálu Příběh služebnice (Hulu)                                                        |
| Nejlepší herec ve vedlejší roli v minisérii nebo televizním filmu | Nejlepší herečka ve vedlejší roli v minisérii nebo televizním filmu |
| Yahya Abdul-Mateen II jako Calvin „Cal“ Abar / doktor Manhattan v seriálu Watchmen (HBO) - Jovan Adepo jako mladý Will Reeves v seriálu Watchmen (HBO) - Louis Gossett Jr. jako Will Reeves v seriálu Watchmen (HBO) - Tituss Burgess jako Titus Andromedon ve filmu Nezdolná Kimmy Schmidt: Kimmy versus reverend (Netflix) - Dylan McDermott jako Ernest „Ernie“ West v seriálu Hollywood (Netflix) - Jim Parsons jako Henry Willson v seriálu Hollywood (Netflix) | Uzo Aduba jako Shirley Chisholm v seriálu Mrs. America (FX) - Tracey Ullman jako Betty Friedan v seriálu Mrs. America (FX) - Margo Martindale jako Bella Abzug v seriálu Mrs. America (FX) - Toni Collette jako detektiv Grace Rasmussen v seriálu Neuvěřitelná (Netflix) - Jean Smart jako Laurie Blake v seriálu Watchmen (HBO) - Holland Taylor jako Ellen Kincaid v seriálu Hollywood (Netflix) |

### Režie
| Nejlepší režie komediálního seriálu | Nejlepší režie dramatického seriálu |
| --- | --- |
| Městečko Schitt's Creek (díl: „Happy Ending“), režie Andrew Cividino a Daniel Levy (Pop TV) - Veliká (díl: „The Great), režie Matt Shakman (Hulu) - The Marvelous Mrs. Maisel (díl: „It's Comedy or Cabbage“), režie Amy Sherman-Palladino (Prime Video) - The Marvelous Mrs. Maisel (díl: „Marvelous Radio“, režie Daniel Palladino (Prime Video) - Taková moderní rodinka (díl: „Finale Part 2“), režie Gail Mancuso (ABC) - Ramy (díl: „Miakhalifa.mov“), režie Ramy Youssef (Hulu) - Will a Grace (díl: „We Love Lucy“), režie James Burrows (NBC) | Boj o moc (díl: „Hunting“), režie Andrij Parekh (HBO) - Ozark (díl: „Fire Pink“), režie Alik Sakharov (Netflix) - Ozark (díl: „Su Casa Es Mi Casa“), režie Ben Semanoff (Netflix) - Boj o moc (díl: „This Is Not for Tears“), režie Mark Mylod (HBO) - Koruna (díl: „Aberfan“), režie Benjamin Caron (Netflix) - Koruna (díl: „Cri de Coeur“), režie Jessica Hobbs (Netflix) - Ve jménu vlasti (díl: „Prisoners of War“), režie Lesli Linka Glatter - The Morning Show (díl: „The Interview“), režie Mimi Leder |
| Nejlepší režie minisérie, televizního filmu nebo dramatického speciálu | |
| Neortodoxní, režie Maria Schrader (Netflix) - Little Fires Everywhere (díl: „Find a Way“), režie Lynn Shelton (Hulu) - Normální lidi (díl: „Epizoda 5“), režie Lenny Abrahamson (Hulu) - Watchmen (díl: „It's Summer and We're Running Out of Ice“), režie Nicole Kassell (HBO) - Watchmen (díl: „Little Fear of Lightning“), režie Steph Green (HBO) - Watchmen (díl: „This Extraordinary Being“), režie Stephen Williams (HBO) | |

### Scénář
| Nejlepší scénář pro komediální seriál | Nejlepší scénář pro dramatický seriál |
| --- | --- |
| Městečko Schitt's Creek (díl: „Happy Ending“), scénář Dan Levy (Pop TV) - Dobré místo (díl: „Whenever You're Ready“), scénář Michael Schur (NBC) - Veliká (“The Great“), scénář Tony McNamara (Hulu) - Městečko Schitt's Creek (díl: „The Presidential Suite“), scénář David West Read (Pop TV) - Co děláme v temnotách (díl: „Collaboration“), scénář Sam Johnson and Chris Marcil (FX) - Co děláme v temnotách (díl: „Ghosts“), scénář Paul Simms (FX) - Co děláme v temnotách (díl: “On the Run“), scénář Stefani Robinson (FX) | Boj o moc (díl: „This Is Not for Tears“), scénář Jesse Armstrong (HBO) - Volejte Saulovi (díl: „Bad Choice Road“), scénář Thomas Schnauz (AMC) - Volejte Saulovi (díl: „Bagman“), scénář Gordon Smith (AMC) - Koruna (díl: „Aberfan“), scénář Peter Morgan (Netflix) - Ozark (díl: „All In“), scénář Chris Mundy (Netflix) - Ozark (díl: „Boss Fight“), scénář John Shiban (Netflix) - Ozark (díl: „Fire Pink“), scénář Jesse Armstrong(Netflix) |
| Nejlepší scénář pro minisérii, televizní film nebo dramatický speciál | |
| Watchmen (díl: „This Extraordinary Being“), scénář Damon Lindelof a Cord Jefferson (HBO) - Normální lidi (díl: „Epizoda 3“), scénář Sally Rooney a Alice Birch (Hulu) - Neortodoxní (díl: „Part 1“), scénář Anna Winger (Netflix) - Mrs. America (díl: „Shirley“), scénář Tanya Barfield (FX) - Neuvěřitelná (díl: „Epizoda 1“), scénář Susannah Grant, Michael Chabon a Ayelet Waldman | |